# Grabación mecánica analógica

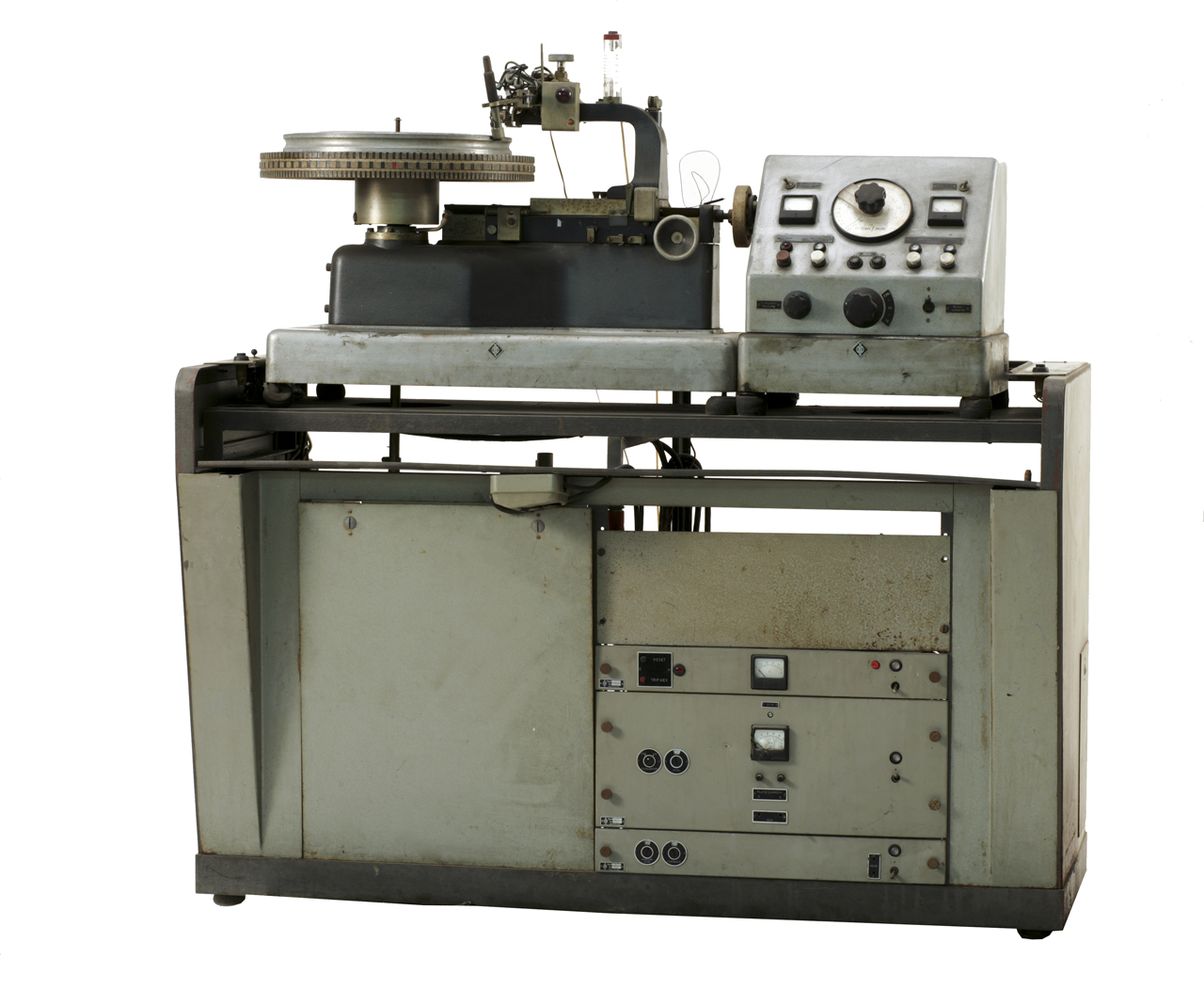
Torno de grabación de matrices de discos de vinilo (Museo de la Ciencia de Milán)

Se denomina grabación mecánica analógica a un método de registro sonoro que tiene su origen en la aparición del fonógrafo, caracterizado por utilizar sistemas exclusivamente mecánicos, de manera que el sonido queda recogido sobre el soporte de forma continua (es decir, de forma analógica). 
Las vibraciones sonoras son transformadas mediante un transductor electroacústico o electromagnético en variaciones eléctricas o magnéticas:
- Eléctricas (variación de voltaje): cuando se trata de una cápsula formada por una roca de cristal de sal de cuarzo o también pueden ser de cerámica que producen corriente eléctrica por la fricción.
- Magnéticas o dinámicas (variación del flujo magnético): cuando la cápsula utiliza un imán móvil o una bobina móvil.

## Forma de grabación

### Grabación monofónica
Inicialmente, el transductor utilizado para recoger el sonido no era un micrófono sino lo que se conoce como bocina captora. La bocina captora era una pequeña bocina terminada en un diafragma alargado. Este diafragma flexible era el que vibraba conforme a la presión sonora ejercida por el sonido. 
Estas vibraciones resultantes (ya sean eléctricas o magnéticas, dependiendo de la naturaleza del transductor) proporcionaban, mediante un nuevo proceso de transducción, la energía mecánica necesaria para mover la aguja encargada de trazar el surco sobre el soporte. 
Así, el sonido quedaba registrado como surcos en la superficie del soporte. Si el soporte era un cilindro, los surcos eran helicoidales, mientras que si se trataba de un disco se registraban surcos en forma de espiral.
El proceso de grabación se realiza a una velocidad angular constante, pero los surcos podían responder, o bien, a una variación de la amplitud (grabación mecánica a velocidad constante), o bien, a una variación de la frecuencia (grabación mecánica a frecuencia constante), todo esto depende de las características mecánicas (resonancias) del cabezal de grabación usado. En la práctica, ningún cabezal se comporta acorde al cruce de la curva RIAA, ni la inversa de la curva RIAA es la usada para la grabación, y cada cabezal usa la suya particular.

### Grabación estereofónica

Surco con sonido solo en el canal izquierdo

Existen dos métodos de grabación estereofónica de discos:
- En uno de ellos, se graba un canal central en el surco del disco mediante el movimiento horizontal del estilete, al igual que se trate de una grabación monofónica. El segundo canal se graba simultáneamente en el mismo surco, pero mediante el movimiento vertical de la cabeza de corte; esto obliga a que en la hora de la reproducción la cápsula sea capaz de percibir dos movimientos, y de este modo separa el sonido por los dos canales.

- El segundo método es el usado actualmente. Se lo conoce como 45/45 (grados). En este caso el surco del disco es cortado en forma de V formando un ángulo de 90° entre los dos lados. Cada canal es grabado en una de las dos paredes del surco individualmente. La cabeza de corte del disco está constituida de tal forma que al ser activado el elemento de corte del lado izquierdo, se grabe en el lado del surco correspondiente a este canal; y cuando el elemento del otro canal (derecho) sea activado la grabación se realizara en la zona derecha del surco. Ambas señales de entrada hacía estos elementos deberían estar sincronizadas muy precisamente.

### Norma RIAA
La norma RIAA de los años 50, teniendo en consideración que las frecuencias graves utilizan un ancho de surco mucho mayor que las agudas, establecía que para imprimir los discos habían de utilizarse los dos sistemas tomando como linde la frecuencia de 1.000 Hz.
- Grabación mecánica a velocidad constante para frecuencias de 20 – 1.000 Hz.
- Grabación mecánica a amplitud constante para frecuencias de 1.000 – 20.000 Hz.

Los estiletes o agujas que cortan los surcos pueden ser de zafiro o de diamante:

## Evolución histórica de la grabación mecánica analógica de sonido
- El paleófono (no se construyó, pero se registró la patente y fue la inspiración de Edison para construir el fonógrafo).
- El fonógrafo
- El gramófono
- Los discos de vinilo